# العلاقات المالية الميكرونيسية
العلاقات المالية الميكرونيسية هي العلاقات الثنائية التي تجمع بين مالي وولايات ميكرونيسيا المتحدة.

## مقارنة بين البلدين
هذه مقارنة عامة ومرجعية للدولتين:
| وجه المقارنة                                              | مالي            | ولايات ميكرونيسيا المتحدة |
| --------------------------------------------------------- | --------------- | ------------------------- |
| المساحة (كم2)                                             | 1.24 مليون      | 702                       |
| عدد السكان (نسمة)                                         | 18.54 مليون     | 105.54 ألف                |
| الكثافة السكانية (ن./كم²)                                 | 14.95           | 15.03 ألف                 |
| العاصمة                                                   | باماكو          | باليكير                   |
| اللغة الرسمية                                             | لغة فرنسية      | لغة إنجليزية              |
| العملة                                                    | فرنك غرب أفريقي | دولار أمريكي              |
| الناتج المحلي الإجمالي (بليون دولار)                      | 15.29 مليار     | 336.43 مليون              |
| الناتج المحلي الإجمالي (تعادل القوة الشرائية) بليون دولار | 35.69 مليار     | 365.27 مليون              |
| الناتج المحلي الإجمالي الاسمي للفرد دولار أمريكي          | 724             | 3.02 ألف                  |
| الناتج المحلي الإجمالي للفرد دولار أمريكي                 | 1.60 ألف        |                           |
| مؤشر التنمية البشرية                                      | 0.419           | 0.640                     |
| رمز المكالمات الدولي                                      | +223            | +691                      |
| رمز الإنترنت                                              | .ml             | .fm                       |
| المنطقة الزمنية                                           | 00              |                           |

## منظمات دولية مشتركة
يشترك البلدان في عضوية مجموعة من المنظمات الدولية، منها:
| علم المنظمة | اسم المنظمة                                 | تاريخ انضمام مالي | تاريخ انضمام ولايات ميكرونيسيا المتحدة |
| ----------- | ------------------------------------------- | ----------------- | -------------------------------------- |
|             | منظمة حظر الأسلحة الكيميائية                | ?                 | ?                                      |
|             | البنك الدولي للإنشاء والتعمير               | 27 سبتمبر 1963    | 24 يونيو 1993                          |
|             | المركز الدولي لتسوية المنازعات الاستشارية   | 2 فبراير 1978     | 24 يوليو 1993                          |
|             | الأمم المتحدة                               | 28 سبتمبر 1960    | 17 سبتمبر 1991                         |
|             | مجموعة دول أفريقيا والكاريبي والمحيط الهادئ | ?                 | ?                                      |
|             | يونسكو                                      | 7 نوفمبر 1960     | 19 أكتوبر 1999                         |
|             | وكالة ضمان الاستثمار متعدد الأطراف          | 22 أكتوبر 1992    | 11 أغسطس 1993                          |
|             | مؤسسة التنمية الدولية                       | 27 سبتمبر 1963    | 24 يونيو 1993                          |
|             | مؤسسة التمويل الدولية                       | 9 مايو 1978       | 24 يونيو 1993                          |
|             | الاتحاد الدولي للاتصالات                    | 21 أكتوبر 1960    | 18 مارس 1993                           |